# Kōji Yamamuro
Kōji Yamamuro (japanisch 山室 光史, Yamamuro Kōji; * 17. Januar 1989 in Koga) ist ein japanischer Turner.

## Erfolge
2008 gewann Kōji Yamamuro in Doha seine erste internationale Medaille mit dem Gewinn der Asienmeisterschaften im Einzel- und im Mannschaftsmehrkampf. Bei den Weltmeisterschaften 2010 in Rotterdam belegte er mit der Mannschaft den zweiten Platz und erhielt damit die Silbermedaille. Mit 271,769 Punkten blieben sie mit 0,517 Punkten Vorsprung knapp vor den drittplatzierten Deutschen, während die erstplatzierten Chinesen mit 274,997 Punkten den Wettbewerb gewannen. Ein Jahr später wiederholte er mit der Mannschaft in Tokio bei den Weltmeisterschaften diesen Erfolg. Wieder war lediglich die chinesische Mannschaft besser gewesen, während der dritte Platz dieses Mal an die US-amerikanische Turnriege ging. In den Einzeldisziplinen erreichte er sowohl im Mehrkampf als auch an den Ringen das Finale. Im Mehrkampf sicherte er sich mit 90,255 Punkten hinter seinem Landsmann Kōhei Uchimura und Philipp Boy aus Deutschland ebenso die Bronzemedaille, wie auch mit 15,500 Punkten an den Ringen hinter dem Chinesen Chen Yibing und dem Brasilianer Arthur Zanetti.
2012 folgte in London Yamamuros Olympiadebüt. In der Qualifikation verpasste er in fast allen Einzeldisziplinen den Einzug ins Finale, lediglich im Mehrkampf schaffte er als 18. den Sprung in die Endrunde. Während des Mannschaftsmehrkampfes verletzte er sich am Sprung bei der Landung am Fuß und musste den Wettbewerb abbrechen. Auch zum Einzelmehrkampf konnte er nicht mehr antreten. Da Yamamuro im Rahmen des Mannschaftsmehrkampfes Wertungen am Pferdsprung und an den Ringen in die Gesamtwertung einbrachte, sicherte er sich mit der japanischen Mannschaft, zu der außer ihm noch Ryōhei Katō, Kazuhito Tanaka, Yūsuke Tanaka und Kōhei Uchimura gehörten, letztlich die Silbermedaille. Sie belegte mit 271,952 Punkten den zweiten Platz hinter China und vor Großbritannien. Yamamuros Verletzung zwang ihn zur vorzeitigen Rückkehr nach Japan, wo er zweimal am Fuß operiert wurde.
In Hiroshima wurde Yamamuro 2015 an den Ringen und im Mannschaftsmehrkampf jeweils Asienmeister. Bei den Olympischen Spielen 2016 in Rio de Janeiro gelang ihm in der Qualifikation dagegen in keiner Einzeldisziplin der Finaleinzug. Im Mannschaftsmehrkampf steuerte er am Pauschenpferd 13,900 Punkte und an den Ringen 14,866 Punkte zu. Gemeinsam mit Kōhei Uchimura, Ryōhei Katō, Yūsuke Tanaka und Kenzō Shirai erzielte er 274,094 Punkte und wurde mit über 2,5 Punkten Vorsprung auf die chinesische und über 2,9 Punkten Vorsprung auf die russische Mannschaft Olympiasieger.